# Emițător de televiziune

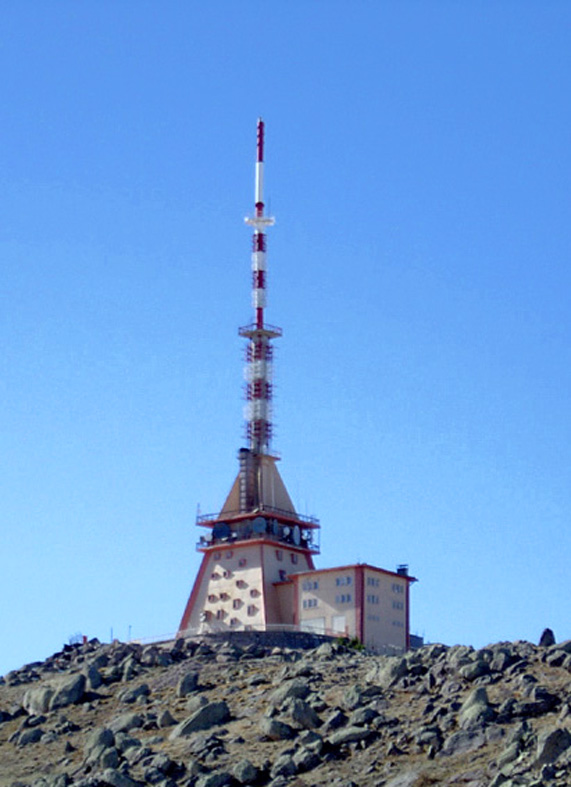
O stație TV tipică la Karadağ, Karaman, Turcia

Emițătorul de televiziune este un emițător care este utilizat pentru transmisiile de televiziune terestră (peste aer). Este un dispozitiv electronic care radiază unde radio care poartă un semnal video reprezentând imagini în mișcare, împreună cu un canal audio sincronizat, care este primit de receptoarele de televiziune („televizoare”) aparținând unui public, care afișează imaginea pe un ecran. Un emițător de televiziune, împreună cu studioul de difuzare de la care provine conținutul, se numește stație de televiziune. Transmițătorii de televiziune trebuie să fie autorizați de guverne și sunt limitați la un anumit canal de frecvență și nivel de putere. Ele transmit pe canale de frecvență în benzile VHF și UHF. Deoarece undele radio ale acestor frecvențe se deplasează după linia vizuală, acestea sunt limitate de orizont la distanțe de recepție de 102-154 de km, în funcție de înălțimea stației de emițător.
Emițătorii de televiziune folosesc una dintre cele două tehnologii diferite: analog, în care imaginea și sunetul sunt transmise prin semnale analogice modulate pe unda purtătoare de radio și digital în care imaginea și sunetul sunt transmise prin semnale digitale. Tehnologia de televiziune originală, televiziunea analogică, a început să fie înlocuită într-o tranziție care începe în 2006 în multe țări cu sisteme de televiziune digitală (DTV). Acestea transmit imagini într-un nou format numit HDTV (televiziune de înaltă definiție), care are rezoluție mai mare și un raport de aspect al ecranului mai larg decât analogul. DTV face o utilizare mai eficientă a lățimii de bandă a spectrului de frecvențe radio, deoarece mai multe canale DTV pot fi transmise în aceeași lățime de bandă ca un singur canal analog. Atât în televiziunea analogică, cât și în cea digitală, diferite țări folosesc mai multe standarde de modulare incompatibile pentru a adăuga semnale video și audio la unda purtătoare de radio.
Principiile sistemelor analogice sunt rezumate, deoarece sunt de obicei mai complexe decât emițătoarele digitale datorită multiplexării etapelor de modulare VSB și FM.

## Standardul de sistem
Un plan internațional al UIT (Uniunea Internațională pentru Telecomunicații) privind standardele de difuzare, care este de obicei cunoscut sub numele de Stockholm plan (1961) definește standardele utilizate în radiodifuziune. În acest plan, cele mai importante cifre pentru transmițători sunt frecvența radio, separarea frecvenței între purtătorii aurali și vizuali și lățimea benzii.